# 河原塚毅
河原塚 毅（かわはらづか たけし、1975年2月1日 - ）は、埼玉県出身の元サッカー・ビーチサッカー選手。

## 経歴
1975年2月1日埼玉県生まれ。高校卒業後の1999年、J2リーグのアルビレックス新潟でプレーした。しかし、河原塚は試合でほとんどプレーすることができず、1999年シーズンの終わりに退団。 2002年には地域リーグクラブの沖縄かりゆしFCでもプレーした。

## ビーチサッカー選手として
河原塚は 2005年、  2006年、  2008年、  2009年、  2011年 、 2013年FIFAビーチサッカーワールドカップのビーチサッカー日本代表に選出された。 

## 個人成績
| 国内大会個人成績 | 国内大会個人成績 | 国内大会個人成績 | 国内大会個人成績 | 国内大会個人成績 | 国内大会個人成績 | 国内大会個人成績 | 国内大会個人成績 | 国内大会個人成績 | 国内大会個人成績 | 国内大会個人成績 | 国内大会個人成績 |
| 年度             | クラブ           | 背番号           | リーグ           | リーグ戦         | リーグ戦         | リーグ杯         | リーグ杯         | オープン杯       | オープン杯       | 期間通算         | 期間通算         |
| 年度             | クラブ           | 背番号           | リーグ           | 出場             | 得点             | 出場             | 得点             | 出場             | 得点             | 出場             | 得点             |
| 日本             | 日本             | 日本             | 日本             | リーグ戦         | リーグ戦         | リーグ杯         | リーグ杯         | 天皇杯           | 天皇杯           | 期間通算         | 期間通算         |
| ---------------- | ---------------- | ---------------- | ---------------- | ---------------- | ---------------- | ---------------- | ---------------- | ---------------- | ---------------- | ---------------- | ---------------- |
| 1999             | 新潟             | 19               | J2               | 3                | 0                | 0                | 0                | 0                | 0                | 3                | 0                |
| 通算             | 日本             | 日本             | J2               | 3                | 0                | 0                | 0                | 0                | 0                | 3                | 0                |
| 総通算           | 総通算           | 総通算           | 総通算           | 3                | 0                | 0                | 0                | 0                | 0                | 3                | 0                |